# Eden Karzev
Eden Karzev (in ebraico עדן קארצב‎?; Afula, 11 aprile 2000) è un calciatore israeliano, centrocampista dello Shenzhen Xin Pengcheng.

## Carriera

### Club
Ha giocato nella prima divisione israeliana, in quella turca ed in quella cinese.

### Nazionale
Nel 2020 ha esordito in nazionale.

## Palmarès

### Club

#### Competizioni nazionali
- Campionato israeliano: 1

Maccabi Tel Aviv: 2023-2024